# Szepietowo-Żaki
Szepietowo-Żaki – wieś w Polsce położona w województwie podlaskim, w powiecie wysokomazowieckim, w gminie Szepietowo.
Zaścianek szlachecki Żaki należący do okolicy zaściankowej Szepietowo położony był w drugiej połowie XVII wieku w powiecie brańskim ziemi bielskiej województwa podlaskiego. W latach 1975–1998 miejscowość administracyjnie należała do województwa łomżyńskiego.
Wierni kościoła rzymskokatolickiego należą do parafii św. Stanisława Biskupa i Męczennika w Dąbrowie Wielkiej.

## Historia
Wieś wzmiankowana w wieku XVI w spisie miejscowości Ziemi bielskiej.
W roku 1827 w Żakach i sąsiednich Wawrzyńcach naliczono łącznie 30 domów i 174 mieszkańców. Pod koniec wieku XIX wchodziła w skład tzw. okolicy szlacheckiej Szepietowo w Powiecie mazowieckim, Gmina Szepietowo, parafia Dąbrowa Wielka.
W 1921 r. były tu 23 budynki z przeznaczeniem mieszkalnym i 2 inne zamieszkałe oraz 158 mieszkańców (77 mężczyzn i 81 kobiet). Narodowość polską podały 153 osoby, a białoruską 5.
W latach 1954–1972 miejscowość wchodziła w skład Gromady Szepietowo-Stacja.
Według stanu ludności z 31 grudnia 2011 r. wieś liczyła 95 osób.